# ミゲール・コット
ミゲール・コット（Miguel Cotto、1980年10月29日 - ）は、プエルトリコの元プロボクサー。アメリカ合衆国・ロードアイランド州プロビデンス出身。元WBO世界スーパーライト級王者。元WBA・WBO世界ウェルター級王者。元WBAスーパー・WBO世界スーパーウェルター級王者。元WBC世界ミドル級王者。4階級制覇王者。
自身でプロモーターとしてプロモシオネス・ミゲール・コットを主宰している。

## 来歴
幼少時代は肥満児でダイエットが目的で11歳でボクシングを始める。トレーナーは長年、叔父のエバンゲリスタ･コットがついていたが喧嘩が絶えなくなり決別、2010年6月のユーリ･フォアマン戦からエマニュエル・スチュワートがつくが2戦のみでペドロ･ディアスに変わり、2013年10月のデルビン・ロドリゲス戦からはフレディ・ローチがついていた。兄のホセ・ミゲール・コットと父親のコット・シニアもアシスタントトレーナーとしてコーナーについている。

### アマチュア時代
1998年、アルゼンチン・ブエノスアイレスで開催された世界ユース選手権ライト級(60kg)で準優勝。
1999年、ヒューストンで開催された世界選手権にライトウェルター級(63.5kg)で出場するが、1回戦で敗退した。
2000年、シドニーオリンピックにライトウェルター級(64kg)で出場するが、1回戦でモハメド・アブドゥラエフに敗北した。

### プロ時代
2001年2月3日、アメリカ合衆国テキサス州でプロデビュー。
2004年9月11日、プエルトリコでケルソン・ピントとWBO世界スーパーライト級王座決定戦で対戦し、6回TKO勝ちで王座獲得に成功した。
2004年12月11日、ネバダ州でランドール・ベイリーを6回TKO勝ちで初防衛に防衛した。
2004年12月21日、プエルトリコ・ボクシング・コミッションがミゲール・コットを2004年度のMVPに選んだと発表。
2005年6月11日、ニューヨークのマディソン・スクエア・ガーデンでシドニーオリンピックで敗れたモハメド・アブドゥラエフと対戦し、8回TKO勝ちで3度目の防衛に成功した。
2005年9月24日、ニュージャージー州でリカルド・トーレスと対戦し、ダウンの応酬がある壮絶な打撃戦となったが7回KO勝ちで4度目の防衛に成功した。
2006年1月23日、プエルトリコ・ボクシング・コミッションがミゲール・コットを2005年度のMVPに選んだと発表。
2006年6月10日、ニューヨークのマディソン・スクエア・ガーデンで元IBF世界スーパーライト級王者ポール・マリナッジと対戦し、3-0の判定勝ちで6度目の防衛に成功した。
2006年12月2日、ニュージャージー州でWBA世界ウェルター級2位のカルロス・キンタナとWBA世界ウェルター級王座決定戦を行い、5回終了TKO勝ちで王座獲得に成功した。
2007年6月9日、ニューヨークのマディソン・スクエア・ガーデンでWBA世界ウェルター級4位のザブ・ジュダーと対戦し、2度のダウンを奪い11回TKO勝ちを収めWBA王座の2度目の防衛に成功した。
2007年11月10日、ニューヨークのマディソン・スクエア・ガーデンで元3階級王者でWBA世界ウェルター級7位のシェーン・モズリーと対戦し、3-0の判定勝ちを収めWBA王座ので3度目の防衛に成功した。
2008年4月12日、ニュージャージー州でWBA世界ウェルター級9位のアルフォンソ・ゴメスと対戦し、3度のダウンを奪い、5回終了時TKO勝ちを収めWBA王座の4度目の防衛に成功した。
2008年7月26日、ネバダ州のMGMグランド・ガーデン・アリーナでアントニオ・マルガリートと対戦し、プロ初黒星となる11回2分5秒TKO負けを喫しWBA世界ウェルター級王座の5度目の防衛に失敗、王座から陥落した。この試合のキャッチコピーは「ザ・バトル」。
2009年2月21日、ニューヨークのマディソン・スクエア・ガーデンでマイケル・ジェニングスとWBO世界ウェルター級王座決定戦を行い、5回TKO勝ちを収め王座返り咲きに成功した。
2009年6月13日、ニューヨークのマディソン・スクエア・ガーデンで元IBF世界ウェルター級王者ジョシュア・クロッティと対戦し、2-1の判定勝ちを収めWBA王座の初防衛に成功した。
2009年11月14日、ネバダ州のMGMグランド・ガーデン・アリーナで「ファイヤー・パワー」のキャッチフレーズが付いた興行でマニー・パッキャオと、ウェルター級の規定体重である147ポンド（66.67キロ）ではなく145ポンド（65.77キロ）のキャッチウェイトで対戦し、12回TKO負けを喫しWBA王座の2度目の防衛に失敗し王座から陥落した。
2010年6月5日、ニューヨークのヤンキー・スタジアムで「スタジアム・スラグファスト(スタジアムでの乱打戦)」のキャッチフレーズが付いた興行でWBA世界スーパーウェルター級王者ユーリ・フォアマン（イスラエル）と対戦し、9回TKO勝ちで王座獲得。3階級制覇に成功した。
2010年9月10日、スーパー王座認定を受け、スーパー王者になった。
2011年3月12日、ネバダ州のMGMグランド・ガーデン・アリーナで「リレントレス(冷酷な一戦)」のキャッチフレーズが付いた興行で元2階級制覇王者でWBA世界スーパーウェルター級6位のリカルド・マヨルガと対戦し、12回TKO勝ちを収め初防衛に成功した 。
2011年12月3日、ニューヨークのマディソン・スクエア・ガーデンで「ザ・バトル2」のキャッチフレーズが付いた興行で、WBA世界スーパーウェルター級4位のアントニオ・マルガリートと再戦し、10回終了時TKO勝ちを収めWBA王座の2度目の防衛に成功、前戦の雪辱を果たした。
2012年5月5日、MGMグランド・ガーデン・アリーナで「リング・キングス」のキャッチフレーズが付いた興行で、フロイド・メイウェザー・ジュニアと対戦し、0-3の判定負けを喫し、王座から陥落した。
2012年12月1日、ニューヨークのマジソン・スクエア・ガーデンにてWBA世界スーパーウェルター級王者オースティン・トラウトに挑戦するが、0-3の判定負けを喫し、王座返り咲きに失敗した。
2013年10月5日、フロリダ州オーランドのアムウェイ・センターにてWBA世界スーパーウェルター級4位デルビン・ロドリゲスと対戦し、3回2分42秒TKO勝ちを収め約23ヵ月振りの勝利となった。
2014年6月7日、マディソン・スクエア・ガーデンでWBC世界ミドル級王者セルヒオ・マルチネスと、ミドル級の規定体重である160ポンド（72.57キロ）ではなく159ポンド（72.12キロ）のキャッチウェイトで対戦し、1ラウンド目に3回のダウンを奪う等優位に試合を進め、10ラウンド目開始直後マルチネスのセコンドがストップを申請。TKO勝ちで王座とリングマガジン誌認定王座獲得に成功した。プエルトリコ出身のボクサーとして初の4階級制覇を達成した。
2015年1月17日、サウル・アルバレスとの対戦を同年5月2日に予定し対戦交渉を重ねていた。しかし期限までに交渉がまとまらなかった事で、アルバレスのプロモーターのオスカー・デ・ラ・ホーヤがアルバレスは待ちくたびれたので他の相手を探す事にした、と交渉決裂を宣言した。
2015年3月5日、ジェイ・Z率いる新興プロモーターのロック・ネイション・スポーツと契約した事を発表。
2015年6月6日、1年ぶりの試合をバークレイズ・センターで元WBA・IBF世界ミドル級王者のダニエル・ゲールと、ミドル級の規定体重である160ポンド（72.57キロ）ではなく157ポンド（71.21キロ）のキャッチウェイトで対戦し、4回1分28秒TKO勝ちを収め初防衛に成功した。
2015年11月17日、サウル・アルバレスとの対戦を実現させる為に、暫定王者ゲンナジー・ゴロフキンへの待ち料80万ドルは支払ったものの、さらにタイトル承認料30万ドルをWBCへ支払うのは不服として12万5千ドルへ減額を要求したのだが、WBCに減額要求を受け入れてもらえず王座を剥奪された。コットは「カネロとの試合に世界王座は必要ない。口座に110万ドルを残して置けるほうが私にとって良いことだ」と自身の考えを述べた。
2015年11月21日、マンダレイ・ベイ・イベント・センターで元WBA・WBC世界スーパーウェルター級王者でWBC世界ミドル級1位のサウル・アルバレスと対戦し2度目の防衛を目指していたが、同月17日にコットが王座を剥奪された為、コットが勝てば王座は空位となりアルバレスが勝てば王座を獲得するという条件で、ミドル級の規定体重である160ポンド（72.57キロ）ではなく155ポンド（70.3キロ）のキャッチウェイトで対戦し、12回0-3（110-118、109-119、111-117）の判定負けを喫した。この試合でコットは1500万ドル、アルバレスは500万ドルのファイトマネーを稼いだ。
2017年2月2日、同月25日にテキサス州でジェームス・カークランドと対戦する予定だったが、カークランドがトレーニング中に鼻骨を骨折したため試合は中止になった。
2017年5月19日、契約試合が残っていたが、契約を解消してロック・ネイション・スポーツから離脱した。
2017年5月31日、オスカー・デ・ラ・ホーヤのゴールデンボーイ・プロモーションズと契約。
2017年8月26日、1年9カ月ぶりの試合をカリフォルニア州カーソンの スタブハブ・センター・テニスコートで、WBO世界スーパーウェルター級6位の亀海喜寛とWBO世界スーパーウェルター級王座決定戦を行い、12回3-0（120-108、118-110、119-109）の判定勝ちを収め、1年9カ月ぶりに王座に返り咲いた。この試合でコットは750,000ドル（約8500万円）、亀海は192,000ドル（約2100万円）のファイトマネーを稼いだ。
2017年12月2日、マディソン・スクエア・ガーデンでサダム・アリと対戦し、12回0-3（113-115×2、112-116）の判定負けを喫し初防衛に失敗、王座から陥落した。現役最終戦として臨んだ試合だったが有終の美を飾ることは出来なかった。この試合でコットは75万ドル（約8300万円）、アリは60万ドル（約6700万円）のファイトマネーを稼いだ。

## 戦績
- アマチュアボクシング：114戦 91勝 23敗
- プロボクシング：47戦 40勝 (33KO) 6敗

| 戦           | 日付           | 勝敗 | 時間     | 内容    | 対戦相手                         | 国籍           | 備考 |
| ------------ | -------------- | ---- | -------- | ------- | -------------------------------- | -------------- | --- |
| 1            | 2001年2月3日   | ☆    | 1R 2:12  | TKO     | ジェイソン・ドゥーセット         | アメリカ合衆国 | プロデビュー戦                                                                                             |
| 2            | 2001年3月30日  | ☆    | 2R 1:17  | TKO     | ヤコブ・ゴディネス               | アメリカ合衆国 | |
| 3            | 2001年4月28日  | ☆    | 4R       | 判定3-0 | ワクリミ・ヤング                 | アメリカ合衆国 | |
| 4            | 2001年5月20日  | ☆    | 4R       | 判定3-0 | マーティン・ラミレス             | アメリカ合衆国 | |
| 5            | 2001年7月1日   | ☆    | 4R 1:00  | TKO     | ロドルフォ・ランスフォード       | アメリカ合衆国 | |
| 6            | 2001年7月28日  | ☆    | 2R 2:52  | KO      | アルツロ・ロドリゲス             | メキシコ       | |
| 7            | 2002年1月11日  | ☆    | 2R 1:24  | TKO     | ジョシュア・スミス               | アメリカ合衆国 | |
| 8            | 2002年3月1日   | ☆    | 2R 2:49  | TKO     | サミー・スパークマン             | アメリカ合衆国 | |
| 9            | 2002年5月3日   | ☆    | 7R 1:54  | TKO     | ファン・アンヘル・マシアス       | メキシコ       | |
| 10           | 2002年6月22日  | ☆    | 5R 2:44  | TKO     | ジャスティン・ジューコ           | ウガンダ       | |
| 11           | 2002年7月30日  | ☆    | 3R 2:34  | KO      | カルロス・アルベルト・ラミレス   | メキシコ       | |
| 12           | 2002年9月14日  | ☆    | 10R      | 判定3-0 | ジョン・ブラウン                 | アメリカ合衆国 | |
| 13           | 2002年11月22日 | ☆    | 7R 1:31  | KO      | ウバルド・ヘルナンデス           | メキシコ       | |
| 14           | 2003年2月1日   | ☆    | 11R 0:16 | TKO     | セサール・バサン                 | メキシコ       | WBCインターナショナルスーパーライト級王座決定戦                                                            |
| 15           | 2003年4月19日  | ☆    | 4R 1:29  | KO      | ホエル・ペレス                   | アメリカ合衆国 | |
| 16           | 2003年6月8日   | ☆    | 2R 2:42  | KO      | ロッキー・マルチネス             | メキシコ       | NABO北米スーパーライト級王座決定戦 WBCインターナショナル防衛1                                              |
| 17           | 2003年9月13日  | ☆    | 8R 2:28  | TKO     | デメトリオ・セバロス             | パナマ         | WBCインターナショナル防衛2                                                                                 |
| 18           | 2003年12月6日  | ☆    | 8R 2:07  | TKO     | カルロス・マウサ                 | コロンビア     | WBCインターナショナル防衛3                                                                                 |
| 19           | 2004年2月28日  | ☆    | 4R 2:51  | TKO     | ビクトリアーノ・ソーサ           | ドミニカ共和国 | WBCインターナショナル防衛4                                                                                 |
| 20           | 2004年5月8日   | ☆    | 12R      | 判定3-0 | ラブモア・ヌドゥ                 | オーストラリア | WBAラテンアメリカスーパーライト級王座決定戦 IBF世界スーパーライト級挑戦者決定戦 WBCインターナショナル防衛5 |
| 21           | 2004年9月11日  | ☆    | 6R 0:32  | TKO     | ケルソン・ピント                 | ブラジル       | WBO世界スーパーライト級王座決定戦                                                                          |
| 22           | 2004年12月11日 | ☆    | 6R 1:39  | TKO     | ランドール・ベイリー             | アメリカ合衆国 | WBO防衛1                                                                                                   |
| 23           | 2005年2月26日  | ☆    | 5R 2:45  | TKO     | デマーカス・コーリー             | アメリカ合衆国 | WBO防衛2                                                                                                   |
| 24           | 2005年6月11日  | ☆    | 8R 0:57  | TKO     | モハメド・アブドゥラエフ         | ウズベキスタン | WBO防衛3                                                                                                   |
| 25           | 2005年9月24日  | ☆    | 7R 1:52  | KO      | リカルド・トーレス               | コロンビア     | WBO防衛4                                                                                                   |
| 26           | 2006年3月4日   | ☆    | 9R 0:49  | TKO     | ジャンルカ・ブランコ             | イタリア       | WBO防衛5                                                                                                   |
| 27           | 2006年6月10日  | ☆    | 12R      | 判定3-0 | ポール・マリナッジ               | アメリカ合衆国 | WBO防衛6                                                                                                   |
| 28           | 2006年12月2日  | ☆    | 5R 終了  | TKO     | カルロス・キンタナ               | プエルトリコ   | WBA世界ウェルター級王座決定戦                                                                              |
| 29           | 2007年3月3日   | ☆    | 11R 1:01 | TKO     | オクタイ・ウルカル               | ドイツ         | WBA防衛1                                                                                                   |
| 30           | 2007年6月9日   | ☆    | 11R 0:49 | TKO     | ザブ・ジュダー                   | アメリカ合衆国 | WBA防衛2                                                                                                   |
| 31           | 2007年11月10日 | ☆    | 12R      | 判定3-0 | シェーン・モズリー               | アメリカ合衆国 | WBA防衛3                                                                                                   |
| 32           | 2008年4月12日  | ☆    | 5R 終了  | TKO     | アルフォンソ・ゴメス             | メキシコ       | WBA防衛4                                                                                                   |
| 33           | 2008年7月26日  | ★    | 11R 2:05 | TKO     | アントニオ・マルガリート         | メキシコ       | WBA陥落 |
| 34           | 2009年2月21日  | ☆    | 5R 2:31  | TKO     | マイケル・ジェニングス           | イギリス       | WBO世界ウェルター級王座決定戦                                                                              |
| 35           | 2009年6月13日  | ☆    | 12R      | 判定2-1 | ジョシュア・クロッティ           | ガーナ         | WBO防衛1                                                                                                   |
| 36           | 2009年11月14日 | ★    | 12R 0:55 | TKO     | マニー・パッキャオ               | フィリピン     | WBO陥落 |
| 37           | 2010年6月5日   | ☆    | 9R 0:42  | TKO     | ユーリ・フォアマン               | イスラエル     | WBA世界スーパーウェルター級タイトルマッチ→スーパー王座に認定                                               |
| 38           | 2011年3月12日  | ☆    | 12R 0:53 | TKO     | リカルド・マヨルガ               | ニカラグア     | WBA防衛1                                                                                                   |
| 39           | 2011年12月3日  | ☆    | 10R 終了 | TKO     | アントニオ・マルガリート         | メキシコ       | WBA防衛2                                                                                                   |
| 40           | 2012年5月5日   | ★    | 12R      | 判定0-3 | フロイド・メイウェザー・ジュニア | アメリカ合衆国 | WBA陥落 |
| 41           | 2012年12月1日  | ★    | 12R      | 判定0-3 | オースティン・トラウト           | アメリカ合衆国 | WBA世界スーパーウェルター級タイトルマッチ                                                                  |
| 42           | 2013年10月5日  | ☆    | 3R 0:18  | TKO     | デルビン・ロドリゲス             | ドミニカ共和国 | |
| 43           | 2014年6月7日   | ☆    | 10R 0:06 | TKO     | セルヒオ・マルチネス             | アルゼンチン   | WBC世界ミドル級タイトルマッチ WBC・リングマガジン王座獲得                                                  |
| 44           | 2015年6月6日   | ☆    | 4R 1:28  | TKO     | ダニエル・ゲール                 | オーストラリア | WBC防衛1                                                                                                   |
| 45           | 2015年11月21日 | ★    | 12R      | 判定0-3 | サウル・アルバレス               | メキシコ       | タイトル承認料未払いにより王座剥奪                                                                         |
| 46           | 2017年8月26日  | ☆    | 12R      | 判定3-0 | 亀海喜寛（帝拳）                 | 日本           | WBO世界スーパーウェルター級王座決定戦                                                                      |
| 47           | 2017年12月2日  | ★    | 12R      | 判定0-3 | サダム・アリ                     | アメリカ合衆国 | WBO陥落 |
| テンプレート |                |      |          |         |                                  |                | |

## 獲得タイトル
＜世界タイトル＞
- WBO世界スーパーライト級王座（防衛6=返上）
- WBA世界ウェルター級王座（防衛4）
- WBO世界ウェルター級王座（防衛1）
- WBA世界スーパーウェルター級スーパー王座（防衛2）
- WBC世界ミドル級王座（防衛1=剥奪）
- WBO世界スーパーウェルター級王座（防衛0）

＜地域タイトル＞
- NABO北米スーパーライト級王座（防衛0=返上）
- WBAフェデラテンスーパーライト級王座（防衛0=返上）

＜マイナータイトル＞
- WBCインターナショナルスーパーライト級王座（防衛5=返上）
- WBB世界スーパーウェルター級王座[29]
- リングマガジン世界ミドル級王座

## ペイ・パー・ビュー売上げ
| 日付           | イベント                                              | 売上げ  | テレビ局 |
| -------------- | ----------------------------------------------------- | ------- | -------- |
| 2015年11月21日 | ミゲール・コット vs. サウル・アルバレス               | 90万件  | HBO      |
| 2014年6月7日   | ミゲール・コット vs. セルヒオ・マルチネス             | 35万件  | HBO      |
| 2012年5月15日  | ミゲール・コット vs. フロイド・メイウェザー・ジュニア | 150万件 | HBO      |
| 2011年12月3日  | ミゲール・コット vs. アントニオ・マルガリート 2       | 60万件  | HBO      |
| 2011年3月12日  | ミゲール・コット vs. リカルド・マヨルガ               | 23万件  | Showtime |
| 2009年11月14日 | ミゲール・コット vs. マニー・パッキャオ               | 125万件 | HBO      |
| 2008年7月26日  | ミゲール・コット vs. アントニオ・マルガリート 1       | 45万件  | HBO      |
| 2007年11月10日 | ミゲール・コット vs. シェーン・モズリー               | 32万件  | HBO      |
| 2007年6月9日   | ミゲール・コット vs. ザブ・ジュダー                   | 21万件  | HBO      |
| 2006年6月10日  | ミゲール・コット vs. ポール・マリナッジ               | 9万件   | HBO      |